# Vivian Blaine
Pour les articles homonymes, voir Blaine.
Vivian Blaine est une actrice et chanteuse américaine, née Vivian Stapleton le 21 novembre 1921 à Newark (New Jersey) et morte le 9 décembre 1995 à New York (État de New York).

## Biographie

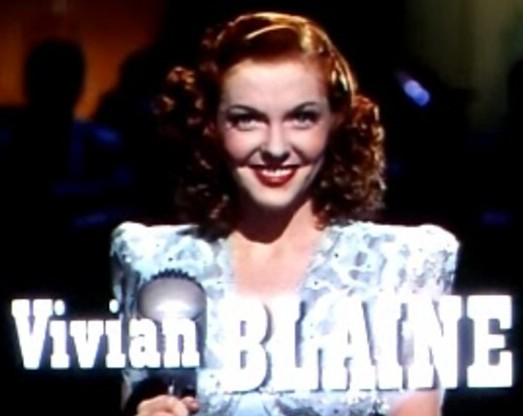
Dans la bande-annonce de La Foire aux illusions (1945)

Sous contrat à la 20th Century Fox, elle débute au cinéma sous le pseudonyme de Vivian Blaine, dans trois films sortis en 1942. Jusqu'en 1946, elle contribue à neuf autres films américains, dont la comédie Les Rois de la blague de Malcolm St. Clair (1943, avec Laurel et Hardy), ainsi que les films musicaux La Grande Dame et le Mauvais Garçon d'Henry Hathaway (avec George Raft et Joan Bennett) et La Foire aux illusions de Walter Lang (avec Jeanne Crain et Dana Andrews), tous deux sortis en 1945.
Ses trois films suivants sortent dans les années 1950 (dont celui visé plus loin), avant quatre ultimes prestations disséminées de 1972 à 1983 (dont une dans le film d'horreur The Dark, avec William Devane et Cathy Lee Crosby, en 1979).
Pour la télévision (outre de nombreuses apparitions comme elle-même), entre 1951 et 1985, elle collabore à cinq téléfilms et à quatorze séries, dont L'Île fantastique (un épisode, 1978) et Arabesque (un épisode, son ultime rôle à l'écran, 1985).
Au théâtre, Vivian Blaine joue notamment à Broadway (New York), où elle débute en novembre 1950, dans la comédie musicale Guys and Dolls (musique et lyrics de Frank Loesser), représentée 1 200 fois jusqu'en novembre 1953 ; elle y interprète Miss Adelaide, aux côtés de Robert Alda (Sky Masterson), Isabel Bigley (en) (Sarah Brown) et Sam Levene (Nathan Detroit). Elle conserve ce rôle dans l'adaptation au cinéma de 1955 (sous le même titre), réalisée par Joseph L. Mankiewicz, avec Marlon Brando (Sky), Jean Simmons (Sarah) et Frank Sinatra (Nathan).
Toujours à Broadway, elle participe à trois autres comédies musicales, la dernière en 1984 étant Zorba (en), sur une musique de John Kander. Anthony Quinn y reprend le rôle-titre qu'il tenait dans le film Zorba le Grec (1964) de Michael Cacoyannis. Le réalisateur met en scène cette nouvelle adaptation du roman Alexis Zorba de Níkos Kazantzákis, où Vivian Blaine personnifie Madame Hortense, en remplacement courant janvier de Lila Kedrova (elle-aussi tenant le même rôle dans le film), momentanèment empêchée.
Sur les planches new-yorkaises, elle joue également dans deux pièces, la seconde en 1963-1964. La première en 1956 est A Hatful of Rain de Michael V. Gazzo, où elle interprète Celia Pope, aux côtés de Steve McQueen (Johnny Pope). L'année suivante (1957), cette pièce est adaptée au cinéma sous le même titre original (titre français : Une poignée de neige ; réalisation de Fred Zinnemann), avec Eva Marie Saint (Celia) et Don Murray (Johnny).

## Filmographie

### Au cinéma (intégrale)

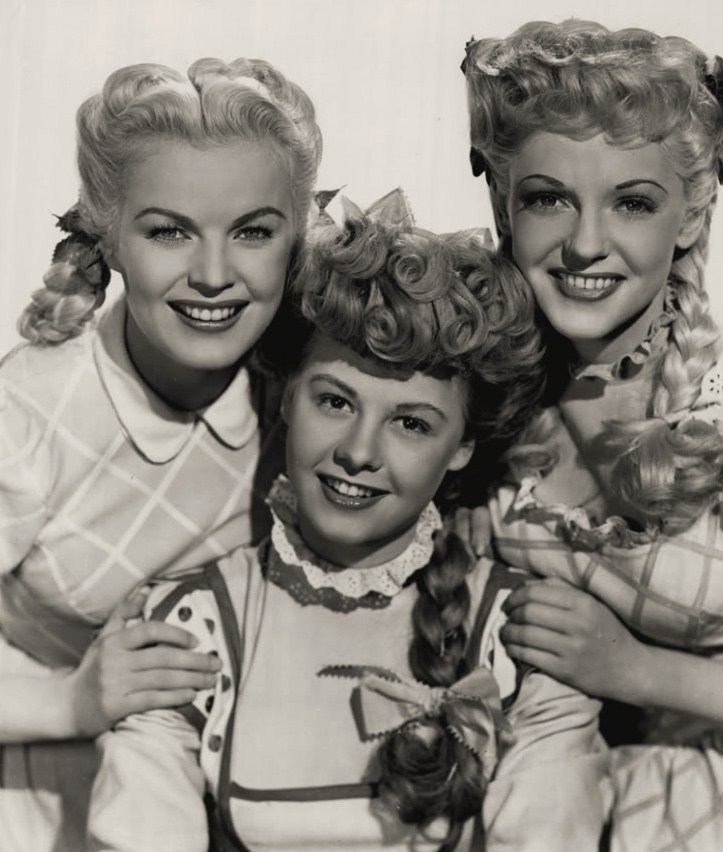
De g. à d. : June Haver, Vera-Ellen et
Vivian Blaine, dans Trois Jeunes Filles en bleu (photo promotionnelle, 1946)

- 1942 : It Happened in Flatbush de Ray McCarey
- 1942 : Thru Different Eyes (en) de Thomas Z. Loring
- 1942 : Girl Trouble de Harold D. Schuster
- 1943 : Les Rois de la blague (Jitterbugs) de Malcolm St. Clair
- 1943 : He Hired the Boss de Thomas Z. Loring
- 1944 : Quand l'amour manœuvre (Something for the Boys) de Lewis Seiler
- 1944 : Greenwich Village de Walter Lang
- 1945 : La Grande Dame et le Mauvais Garçon (Nob Hill) d'Henry Hathaway
- 1945 : Doll Face de Lewis Seiler
- 1945 : La Foire aux illusions (State Fair) de Walter Lang
- 1946 : If I'm Lucky (en) de Lewis Seiler
- 1946 : Trois Jeunes Filles en bleu (Three Little Girls in Blue) de H. Bruce Humberstone
- 1952 : Des jupons à l'horizon (Skirts Ahoy!) de Sidney Lanfield
- 1955 : Blanches Colombes et Vilains Messieurs (Guys and Dolls) de Joseph L. Mankiewicz
- 1957 : Public Pigeon No. 1 (en) de Norman Z. McLeod
- 1972 : Richard d'Harry Hurwitz (en) et Lorees Yerby
- 1979 : The Dark de John Cardos
- 1982 : Parasite de Charles Band
- 1983 : I'm Going to Be Famous de Paul Leder

### À la télévision
Séries (sélection)
- 1963 : Route 66 (itre original)

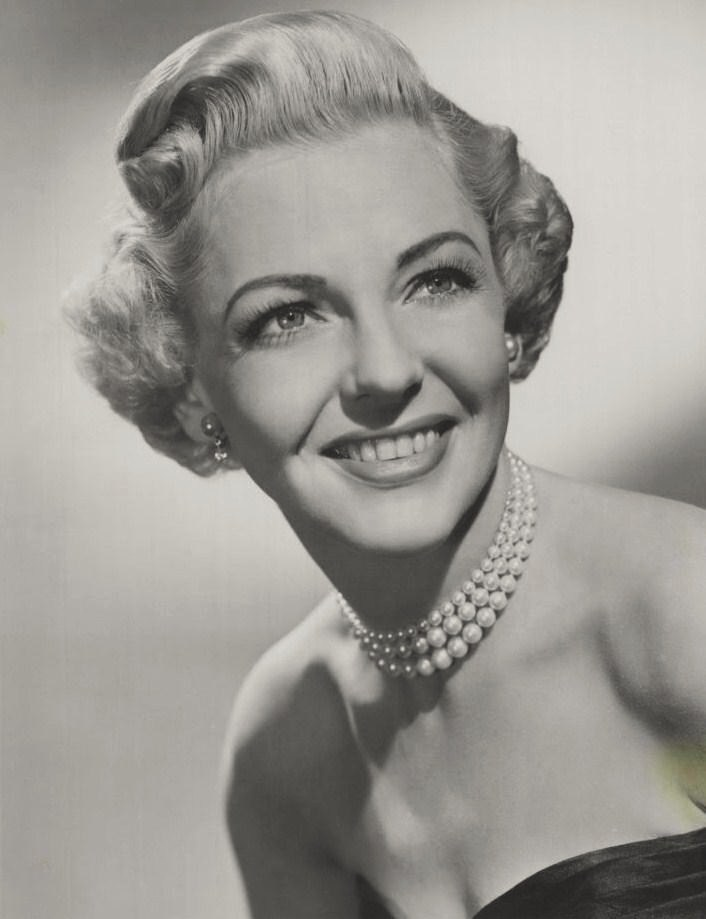
Dans le téléfilm Dream Girl
(1955, photo promotionnelle)

  - Saison 3, épisode 15 A Bunch of Lonely Pagliaccis de Tom Gries
- 1978 : L'Île fantastique (Fantasy Island)
  - Saison 2, épisode 2 The Big Dipper / The Pirate d'Earl Bellamy
- 1978 : La croisière s'amuse (The Love Boat)
  - Saison 2, épisode 10 Un coup de roulis (Man on the Cloud / Her Own Two Feet / Tony's Family) de Richard Kinon
- 1979 : Vegas (Vega$)
  - Saison 1, épisode 18 Everything I Touch de Paul Stanley
- 1985 : Arabesque (Murder, She Wrote)
  - Saison 1, épisode 12 L'assassin entre en scène (Broadway Malady) d'Hy Averback

Téléfilms (intégrale)
- 1955 : Dream Girl de George Schaefer
- 1978 : Katie : Portrait of a Centerfold de Robert Greenwald
- 1979 : The Cracker Factory de Burt Brinckerhoff
- 1979 : Fast Friends de Steven Hilliard Stern
- 1979 : Sooner or Later de Bruce Hart

## Théâtre à Broadway (intégrale)

### Comédies musicales
- 1950-1953 : Guys and Dolls, musique et lyrics de Frank Loesser, livret d'Abe Burrows et Jo Swerling, mise en scène de George S. Kaufman, chorégraphie de Michael Kidd, avec Robert Alda, Sam Levene, Stubby Kaye
- 1958-1959 : Say, Darling, musique de Jule Styne (également coproducteur), lyrics de Betty Comden et Adolph Green, livret d'Abe Burrows, Marian et Richard Bissell (en), décors d'Oliver Smith, avec David Wayne, Jerome Cowan, Elliott Gould
- 1971-1972 : Company, musique et lyrics de Stephen Sondheim, livret de George Furth, mise en scène et production d'Harold Prince (Vivian Blaine remplaçant Jane Russell)
- 1984 : Zorba, musique de John Kander, lyrics de Fred Ebb, livret de Joseph Stein, d'après le roman Alexis Zorba de Níkos Kazantzákis, mise en scène de Michel Cacoyannis, avec Anthony Quinn (Vivian Blaine remplaçant Lila Kedrova courant janvier)

### Pièces
- 1956 : A Hatful of Rain de Michael V. Gazzo, avec Steve McQueen (remplaçant Ben Gazzara), Harry Guardino (remplaçant Anthony Franciosa), Henry Silva (Vivian Blaine remplaçant Shelley Winters)
- 1963-1964 : Enter Laughing de Joseph Stein, d'après un roman de Carl Reiner, mise en scène de Gene Saks, avec Sylvia Sidney (puis Mae Questel), Alan Mowbray